# Sköll
În mitologia nordică, Sköll („Trădare”) este un warg care urmărește caii Árvakr și Alsviőr care trag carul de război ce conține soarele (Sól) pe cer în fiecare zi, încercând să îl mănânce. Sköll are un frate, Hati, care îl urmărește pe Máni, luna. În timpul Ragnarök-ului aceștia doi vor succed în misiunile lor.
Sköll, în anumite circumstanțe, este folosit ca și un heiti în mod indirect pentru tatăl lui (Fenrir) și nu pentru fiul. Această ambiguitate funcționează într-o altă direcție de asemenea, de exemplu în Vafþrúðnismál, unde există confuzie în stanza 46 unde lui Fenrir îi sunt date atributele de urmărire a soarelui în locul fiului său Sköll.
1. 1 2  Encyclopedia of Ancient Deities (1st edition)[*], p. 178 Verificați valoarea |titlelink= (ajutor)